# 1928 en Bretagne
 Chronologie de la Bretagne
- 1924
- 1925
- 1926
- 1927
- 1928
- 1929
- 1930
- 1931
- 1932

Cette page recense des événements qui se sont produits durant l'année 1928 en Bretagne.

## Société

### Naissance
- 6 mars à Brest : Job Larigou, nom de scène de Georges Combot, humoriste français, d'origine bretonne, imitateur et humoriste, décédé le 25 février 2009.

## Politique

### Vie politique
- 16 décembre : Georges Le Bail, élu sénateur du Finistère à l'occasion d'un élection partielle[1].